# Elżbieta Aleksandrowska
Elżbieta Lidia Aleksandrowska (* 1. Januar 1928 in Grajewo; † 4. August 2018 in Breslau) war eine polnische Literaturhistorikerin, Herausgeberin und Bibliografin, die sich in ihren wissenschaftlichen Arbeiten hauptsächlich mit der Literatur der Aufklärung beschäftigte.

## Leben
Während der Deutschen Besetzung lebte Aleksandrowska seit 1939 in Warschau und besuchte dort das Gymnasium im Untergrund. Nach dem Zweiten Weltkrieg ging sie 1945 auf das Gymnasium in Zalesie und anschließend in Posen. Nach dem Abitur studierte sie ab 1946 Polonistik an der Universität Posen, wo sie 1950 den Magister erwarb. Daneben arbeitete sie von 1948 bis 1952 in der Bibliografischen Arbeitsstelle am Institut für Literaturforschung in Posen. Danach wurde sie 1952 an die Arbeitsstelle für Literaturgeschichte der Aufklärung am Institut für Literaturforschung in Breslau versetzt. Mit der Arbeit Zabawy Przyjemne i Pożyteczne 1770–1777 (Doktorvater: Tadeusz Mikulski) promovierte sie 1960. Ab Juni 1962 arbeitete sie an der abschließenden Redaktion der Serie zur Aufklärung der Bibliografia literatury polskiej. Nowy Korbut und begann für das Polski Słownik Biograficzny zu arbeiten. Ab 1968 arbeitete sie am Słownik pseudonimów pisarzy polskich mit. Mit der Arbeit Sutdia nad „Monitorem“. Z warsztatu bibliografa habilitierte sie 1972 und wurde 1973 als Dozentin am Institut für Literaturforschung angestellt. Am Institut für Literaturforschung übernahm sie 1980 die Redaktion der Reihe Zapomniani Poeci Oświecenia. Ab 1981 war sie Mitglied des Wissenschaftlichen Rates des Instituts für Literaturforschung und ab 1986 des Wissenschaftlichen Rates des Polski Słownik Biograficzny. 1985 wurde sie außerordentlicher Professor und 1994 ordentlicher Professor, bis sie 1999 emeritierte.

## Publikationen
- Zabawy Przyjemne i Pożyteczne 1770–1777. Monografia bibliograficzna, 1959; 2. Aufl. 1999
- Geografia środowiska pisarskiego. In: Problemy literatury polskiej okresu Oświecenia, 1977

## Herausgeberschaft
- „Monitor“ 1765–1785, 1976
- Wiersze Józefa Koblańskiego i Stanisława Szczęsnego Potockiego – zapomnianych poetów Oświecenia, 1980
- Wiersze Józefa Morelowskiego, 1983
- Franciszek Karpiński: Historia mego wieku i ludzi, z którymi żyłem, 1987
- Wojciech Mier: Poezje zebrane, 1991
- Melchior Starzeński: Wiersze, 2004

## Auszeichnungen
- 1988: Goldenes Verdienstkreuz